# De Havilland DH.27 Derby
de Havilland DH.27 Derby là một mẫu thử máy bay ném bom hai tầng cánh cỡ lớn của Anh.

## Tính năng kỹ chiến thuật
Dữ liệu lấy từ Jackson 1978, tr. 163
Đặc điểm tổng quát
- Kíp lái: 3
- Chiều dài: 47 ft 4 in (14.43 m)
- Sải cánh: 64 ft 6 in (19.66 m)
- Chiều cao: 16 ft 10 in (5.13 m)
- Diện tích cánh: 1,120 ft2 (104.1 m2)
- Trọng lượng rỗng: 6.737 lb (3.056 kg)
- Trọng lượng có tải: 11.545 lb (5.237 kg)
- Động cơ: 1 × Rolls-Royce Condor III, 650 hp (485 kW)

Hiệu suất bay
- Vận tốc cực đại: 105 mph (169 km/h)
- Tầm bay: 550[1] dặm (886 km)
- Trần bay: 12.800[1] ft (3.900 m)

Vũ khí trang bị
- 1× súng máy Lewis.303 in (7,7 mm)
- 4× quả bom 550 lb (250 kg) bom[1]